# Ziro
Ziro (en hindi, जिरो ) es una localidad de la India situada en el estado de Arunachal Pradesh. Según el censo de 2011, tiene una población de 12 806 habitantes.
Es el centro administrativo del distrito del Bajo Subansiri. 

## Geografía
Está situada a una altitud de 1500 metros sobre el nivel del mar, a 167 km de la capital estatal, Itanagar.

## Economía
La localidad es famosa por los arrozales en terrazas donde la población local practica el sistema único de policultivo y gestión del agua.

## Cultura
Habitada principalmente por la tribu apatani, la ciudad luce un aspecto festivo durante los festivales celebrados por dicho pueblo.